# Интервју са Лакснесом
„Интервју са Лакснесом” је југословенски документарни ТВ филм из 1973. године. Режирао га је Боро Драшковић који је написао и сценарио.

## Улоге
| Глумац          | Улога |
| --------------- | ----- |
| Халдоур Лакснес | Лично |